# Stellidia micrasteria
Stellidia micrasteria là một loài bướm đêm trong họ Erebidae.